# Інтербол (космічний проєкт)
«Інтербол» (англ. Interball) — міжнародний науковий проєкт вивчення взаємодії магнітосфери Землі з сонячним вітром. Метою якого було дослідити механізми передачі енергії від Сонця до магнітосфери Землі та вивчити сонячно-земні зв'язки.
Головна організація — Інститут космічних досліджень РАН, основні учасники: наукові та навчальні установи Австрії, Болгарії, Великої Британії, Угорщини, Німеччини, Італії, Канади, Киргизії, Куби, Польщі, Румунії, Словаччини, України, Фінляндії, Франції, Чехії, Швеції.
Дослідження за проєктом проводилися в тісній координації з проєктами НАСА (США), Європейського космічного агентства, Японського агентства аерокосмічних досліджень.
Для вивчення кореляцій між явищами в різних областях космічного простору (у сонячному вітрі, в полярній і хвостовій частинах магнітосфери, в радіаційних поясах Землі та інше) були запущені два зонди:
- хвостовий зонд 3 серпня 1995 — на еліптичну орбіту з апогеєм 200 000 км і початковим нахилом 63,8°
- авроральний зонд 29 серпня 1996 — на еліптичну орбіту з апогеєм 20 000 км і початковим нахилом 62,8°

Обидві орбіти мають великий нахил до площини екліптики, в тому числі на висхідній і низхідній гілках орбіти вимірювалися параметри як в екваторіальній, так і в полярній областях простору. Кожен зонд складається з двох близько розташованих супутника та субсупутника. Субсупутники «Магіон-4» (авроральні) та «Магіон-5» (хвостові) створені в Інституті фізики атмосфери Академії наук Чеської Республіки.
Зв'язок із субсупутником Магіон-5 перервався 30 серпня 1996 року і був відновлений 7 травня 1998 року, після чого всі космічні апарати функціонували нормально.
Програма INTERBALL успішно завершена в 2000 році. Апарат торкнувся поверхні Атлантичного океану в точці -10°36'23" широти і -0°10'02" довготи (16 oct 2000, 17:05:30 [MSD]).
Українські науковці брали активну участь у цьому проєкті, керування польотом здійснювалося з НЦКВКЗ, розташованого в Євпаторії.

## Публікації
- А. Копик. Научные данные проекта «Интербол» востребованы и сегодня. «Новости космонавтики», № 10, Октябрь 2006, C. 40-41 (рос.)
- Г. Н. Застенкер, Л. М. Зеленый, А. С. Селиванов, Л. С. Чесалин. Информационное обеспечение международного космического проекта «Интербол». Полет. Общероссийский научно-технический журнал, 2007, C. 17-21. (рос.)